# 붉은가슴방울새

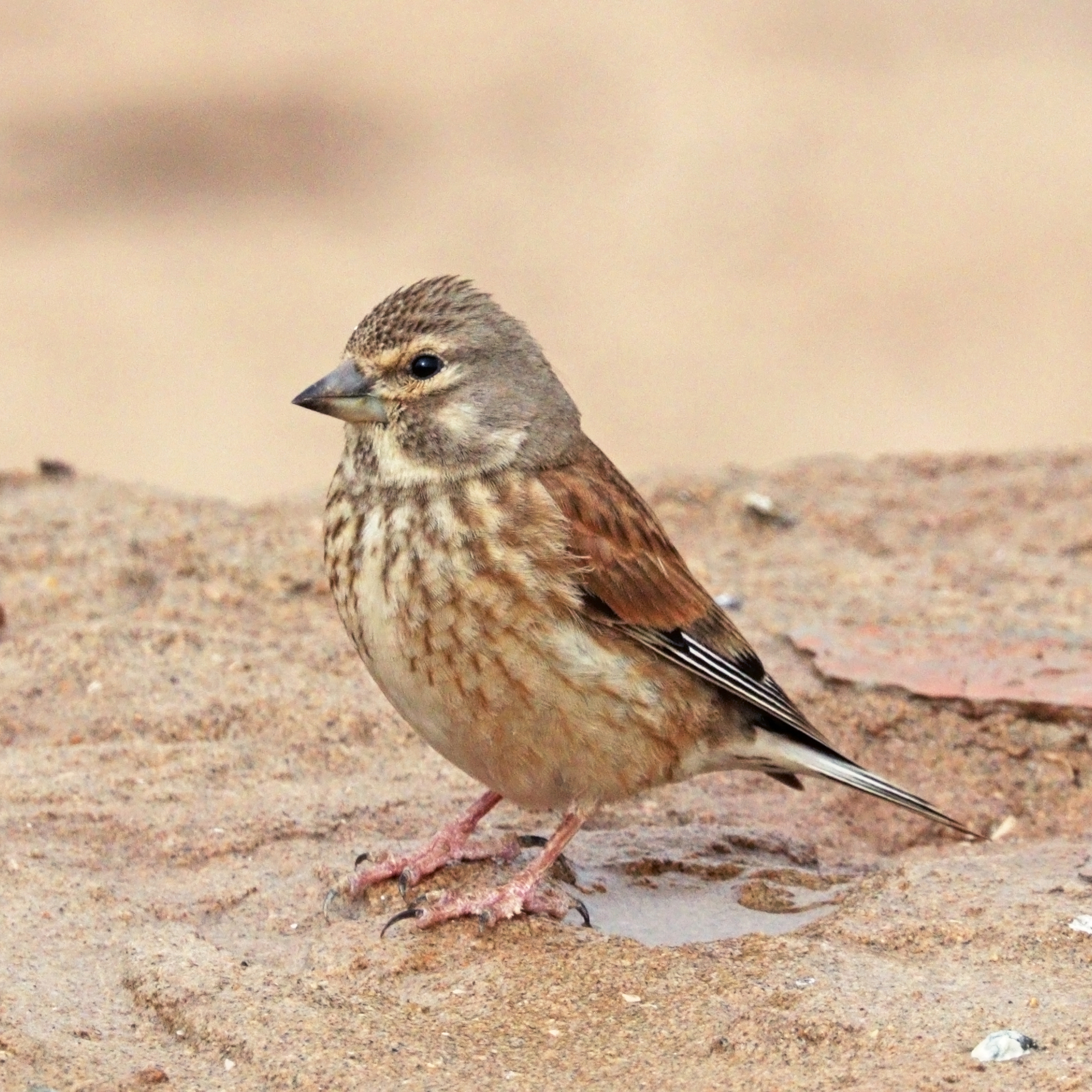

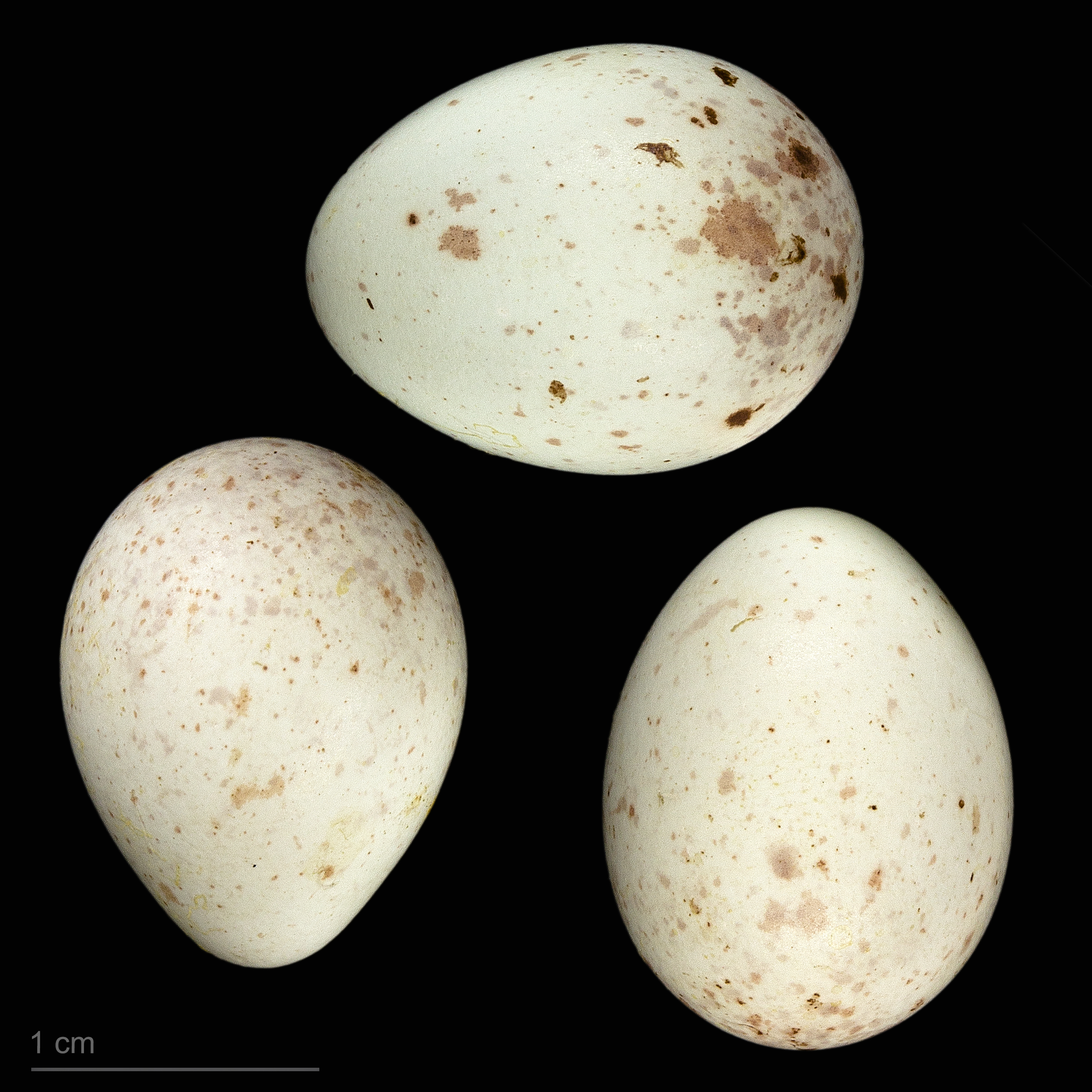
Linaria cannabina mediterranea

붉은가슴방울새(Common linnet, Linaria cannabina)는 되새과에 속하는 작은 참새목 새이다.

## 아종
아종은 7가지가 식별되고 있다.
- L. c. autochthona
- L. c. cannabina
- L. c. bella
- L. c. mediterranea
- L. c. guentheri
- L. c. meadewaldoi
- L. c. harterti

## 내용
날씬하고 꼬리가 길다. 윗부분은 갈색이고 목은 흰색이며 부리는 회색이다.